# Chaetodipus formosus
Chaetodipus formosus és una espècie de mamífer rosegador de la família dels heteròmids. Viu a Mèxic (Baixa Califòrnia) i els Estats Units (Arizona, Califòrnia, Nevada i Utah). S'alimenta principalment de llavors seques, però també consumeix insectes i fulles. El seu hàbitat natural són zones rocoses com ara les capes de lava, els sòls amb còdols, les superfícies gravosos dels llits de rius i els llocs amb roques grans. És una espècie en risc mínim, és a dir, no sembla que hi hagi cap amenaça significativa per a la seva supervivència.